# Arlene Saunders
Arlene Saunders (n. 5 octombrie 1930, Cleveland, Ohio, SUA – d. 17 aprilie 2020, Hebrew Home⁠(d), New York, SUA) a fost o soprană spinto americană. După ce a debutat în operă ca Rosalinde von Eisenstein, în Die Fledermaus, cu National Opera Company în 1958, și-a făcut prima apariție cu New York City Opera în 1961 ca Giorgetta în Il tabarro (dirijat de Julius Rudel). În această companie, ea a cântat în Carmen (ca Micaela), La bohème (ca Mimi), Louise (vizavi de Norman Treigle ca Père), Die lustige Witwe și Don Giovanni (ca Donna Elvira).
În 1964, Saunders a început o relație cu Opera de Stat din Hamburg, alături de care a făcut filme precum Le nozze di Figaro (drept Contesa, 1967), Der Freischütz (1968) și Die Meistersinger (cu Giorgio Tozzi și Richard Cassilly, 1970). Cu această companie a creat, de asemenea, rolul de profesor de muzică în premiera mondială a Help, Help, the Globolinks! a lui Gian Carlo Menotti în 1968 (care a fost filmat în anul următor). Pentru RCA, a înregistrat Il re pastore (cu Lucia Popp și Reri Grist) în 1967. În 1971, ea a creat rolul principal în Beatrix Cenci a lui Ginastera, pe care l-a repetat la City Opera în 1973. Ea a cântat la Metropolitan Opera în 1976 ca Eva în Die Meistersinger, iar în 1978 soprana a revenit la City Opera pentru La fanciulla del West. De asemenea, a apărut la Milano, Londra (Covent Garden), Paris, Viena, Roma, Leeds (Senta în 1979) și Buenos Aires.
În 1967, Saunders a fost numită Kammersängerin în Hamburg. În 1985, a oferit concertul de adio ca Marschallin în Der Rosenkavalier, la Teatro Colón din Buenos Aires. În 1986, s-a căsătorit cu Dr. Raymond Adrian Raskin din New York și Santa Fe, New Mexico.
A decedat în New York City, pe 17 aprilie 2020, la vârsta de 89 de ani, din cauza complicațiilor cauzate de COVID-19, în timpul pandemiei de coronaviroză din SUA.